# セブレロス局

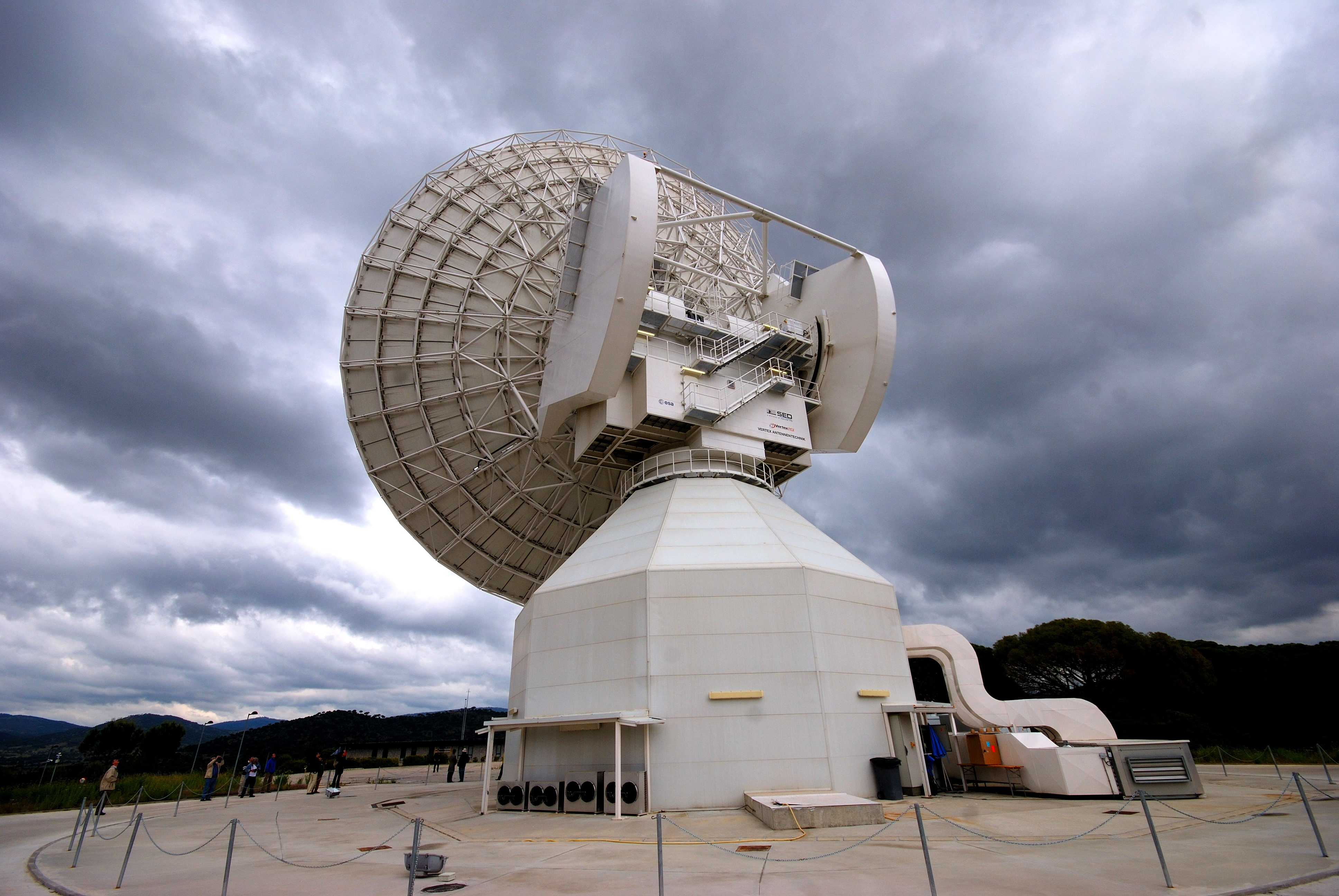
画像のパラボラアンテナ

セブレロス局（Cebreros Station、略称 DSA 2、 "Deep Space Antenna 2"）は、スペイン・マドリードの北西90kmに位置するセブレロスから東に10kmの場所にある欧州宇宙機関(ESA)の地球局である。
この監視局は2005年9月28日に正式に開設され、ニューノルシア（オーストラリア）にあるDSA 1号機が発足した後、欧州宇宙局（ESA）の9番目の追跡局と2番目の深宇宙基地である。 Malargüe（アルゼンチン）には3番目のアンテナ（DSA 3）が設置されており、2013年に稼動した。2002年まで、ESAは、他の惑星、または非常に遠い軌道に向けられた船と通信する独自の手段がなく、NASAの聴取者ネットワークに依存して収集されたデータを受信した。

## 特徴
アンテナの可動皿の直径は35メートルである。全体の構造は高さ40メートルで、重さは620トンである。基礎は20メートルの深さからがある。アンテナの移動を担当する機械の多くは地下にある。
Kaバンド（31.8〜32.3 GHz）とXバンドの受信で情報を送受信するため、New Norciaアンテナよりもデータ収集容量が多く、そのターゲットにはわずか6ミリグラムの誤差がある（これは直径15メートルの通常の監視アンテナの10倍の精度である）。気象学的な変化による材料の膨張と収縮の場合に自動的に調整できるように、250個の温度センサーが構造全体に分散されている。Norciaアンテナに関しては、方位角と仰角を持ち、より強い風に耐えることができる。通常、アンテナはダルムシュタット（ドイツ）にある欧州宇宙オペレーションセンター（ESOC）から遠隔操作されている。